# Transporte en la Antártida
El transporte en la Antártida ha pasado de los exploradores que cruzaban a pie la remota y aislada zona de la Antártida a una era más abierta gracias a las tecnologías humanas que permiten un transporte más cómodo y rápido, principalmente por aire y agua, pero también por tierra. Las tecnologías de transporte en una zona remota como la Antártida deben ser capaces de soportar temperaturas extremadamente bajas y vientos continuos para garantizar la seguridad de los viajeros. Debido a la fragilidad del medio ambiente antártico, sólo puede haber una cantidad limitada de movimientos de transporte y hay que utilizar tecnologías de transporte sostenibles para reducir la huella ecológica. Las infraestructuras de transporte terrestre, acuático y aéreo deben ser seguras y sostenibles. Actualmente, miles de turistas y cientos de científicos al año dependen del sistema de transporte antártico.

## Transporte de tierra

### Carreteras
Los vientos soplan continuamente la nieve en las carreteras de la Antártida.
La Travesía del Polo Sur (carretera McMurdo-Polo Sur) tiene una longitud aproximada de 1450 km y une la estación estadounidense de McMurdo, en la costa, con la estación Amundsen-Scott del Polo Sur. Se construyó nivelando la nieve y en grietas, pero no está pavimentada. Hay banderas para marcar la carretera.
Asimismo, el Programa Antártico de los Estados Unidos mantiene dos caminos de hielo durante el verano austral. Uno proporciona acceso al Campo pegasus en la plataforma de hielo de Ross . El camino de hielo entre el Campo Pegasus y la estación McMurdo tiene unos 23 km. El otro camino da acceso al aeródromo Ice Runway, que se encuentra sobre el hielo marino . El camino entre el Ice Runway y la estación McMurdo varía en longitud de un año a otro dependiendo de muchos factores, incluida la estabilidad del hielo. Estos caminos son fundamentales para reabastecer la estación McMurdo, la base Scott y la estación Amundsen–Scott Polo Sur.

### Vehículos
La escasez y mala calidad de la infraestructura vial limita el transporte terrestre por vehículos convencionales.
Un coche normal con neumáticos tiene una capacidad muy limitada en condiciones antárticas. Las bases científicas se construyen a menudo en zonas sin nieve (oasis) cercanas al océano. Alrededor de estas estaciones y sobre nieve dura o hielo, los vehículos con neumáticos pueden circular, pero sobre nieve más profunda y blanda, un vehículo normal con neumáticos no puede desplazarse. Debido a estas limitaciones, los vehículos sobre correas han sido la opción preferida en la Antártida. En 1997, dos coches especializados con neumáticos muy grandes y con una presión tan baja como 1,5 psi/0,1 bar se desplazaron por la meseta alta de la Antártida, lo que supone un fuerte indicio de que los vehículos con neumáticos podrían ser una opción para viajar de forma eficiente en la Antártida.[cita requerida]
La Estación Mawson comenzó a utilizar Volkswagen Beetles clásicos, los primeros coches de producción que se usaron en la Antártida. El primero de ellos se denominó "Antarctica 1".
En diciembre de 1997 y febrero de 1998, dos coches AT44, 4x4 (construidos en Islandia por Arctic Trucks con neumáticos de 44 pulgadas de alto) se unieron a una expedición de la Institución Polar Sueca (SWEA). Los coches se utilizaron para transportar personas y suministros desde la plataforma de hielo hasta la estación WASA, para realizar escaneos de la nieve y apoyar una expedición de perforación en la meseta antártica 76°S 8°03'W. Esta es la primera vez que los vehículos basados en neumáticos se desplazan con éxito por la meseta de la Antártida.
En 2005, un equipo de seis personas participaron en la Expedición Ice Challenger . Viajando en un vehículo de seis ruedas motrices especialmente diseñado, el equipo completó el viaje desde la costa antártica en Patriot Hills hasta el Polo Sur geográfico en 69 horas. De este modo, batieron fácilmente el récord anterior de 24 días. Llegaron al Polo Sur el 12 de diciembre de 2005. 
Los miembros del equipo en esa expedición fueron Andrew Regan, Jason De Carteret, Andrew Moon, Richard Griffiths, Gunnar Egilsson y Andrew Miles. La expedición demostró con éxito que el transporte sobre ruedas en el continente no solo es posible, sino también más práctico. La expedición también esperaba crear conciencia sobre el calentamiento global y el cambio climático.
Desde principios de diciembre de 2008 hasta febrero de 2009, se utilizaron cuatro coches AT44, 4x4, para apoyar una carrera de esquí de Amundsen Omega 3, desde S82° 41' E17° 43' hasta el Polo Sur. La BBC realizó una película sobre esta carrera llamada "On Thin Ice" con Ben Fogle y James Cracknell. Los coches partieron de la base aérea de Novo, a S70° 49' E11° 38', y establecieron una ruta hacia la meseta a través de las zonas de grietas de la cordillera de Shcherbakov, recorriendo casi 1500 km hasta la línea de salida de la carrera de esquí. Para el viaje de vuelta cada coche recorrió entre 5400 y 5800 km con un depósito de combustible en el camino.
Desde 2008 hasta la fecha (diciembre de 2015), los automóviles basados en neumáticos, AT44 4x4 y AT44 6x6, se han utilizado cada temporada para apoyar a varias ONG y expediciones/proyectos científicos, apoyando vuelos, descargas de combustible, filmaciones, esquiadores, ciclistas, un tractor, recolección de muestras de nieve. y más. La distancia combinada recorrida en la meseta de la Antártida supera los 220 000 km y, aunque la capacidad de remolque es mucho menor que la de la mayoría de los vehículos con cinturón, los automóviles con neumáticos multiplican la velocidad de viaje y usan solo una fracción del combustible, lo que hace que esta sea una opción para algunos. expediciones/proyectos.
Una segunda expedición dirigida por Andrew Regan y Andrew Moon partió en noviembre de 2010. La Expedición Transantártica Moon-Regan esta vez atravesó todo el continente dos veces, utilizando dos vehículos de seis ruedas motrices y un Concept Ice Vehicle diseñado por Lotus. Esta vez, el equipo utilizó la expedición para crear conciencia sobre la importancia ambiental global de la región antártica y para mostrar que el biocombustible puede ser una opción viable y respetuosa con el medio ambiente.

## Transporte de agua

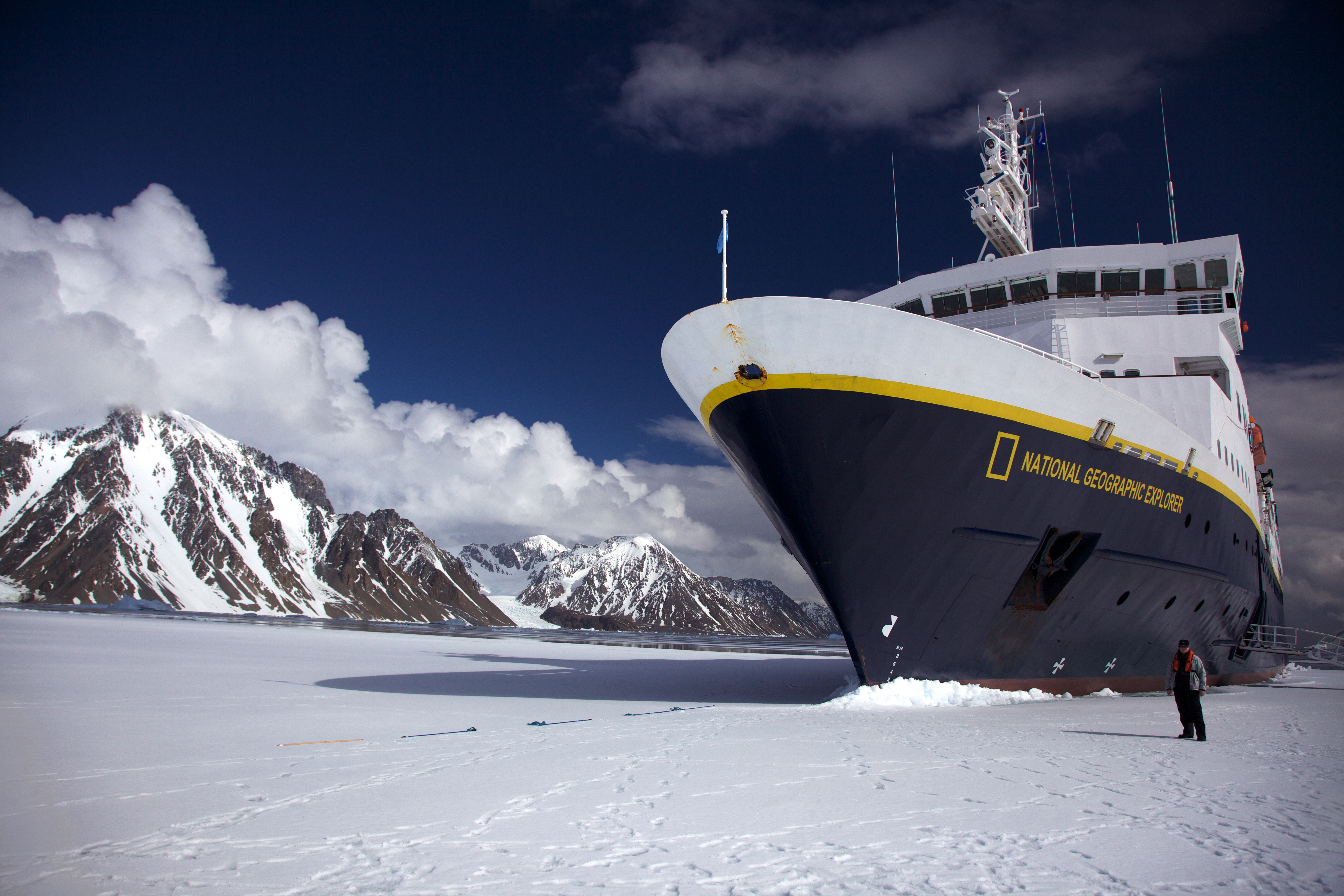
Un barco turístico en hielo rápido cerca de la costa

El único puerto de la Antártida está en la estación McMurdo . La mayoría de las estaciones costeras tienen fondeaderos en alta mar, y los suministros se transfieren de un barco a la costa mediante botes pequeños, barcazas y helicópteros. Algunas estaciones tienen una instalación básica de muelle. Todos los barcos en puerto están sujetos a inspección de conformidad con el Artículo 7 del Tratado Antártico. El fondeo en alta mar es escaso e intermitente, pero no representa ningún problema para los veleros diseñados para el hielo, por lo general con quillas elevadas y costas largas.La Estación McMurdo (77°51′S 166°40′E / -77.850, 166.667 ), la Estación Palmer (64°43′S 64°03′O / -64.717, -64.050 ); uso gubernamental únicamente, excepto con un permiso (ver Oficina de Permisos bajo "Sistema Legal"). Varios barcos turísticos, que van desde grandes embarcaciones motorizadas hasta pequeños yates de vela, visitan la península antártica durante los meses de verano (enero-marzo). La mayoría tiene su sede en Ushuaia, Argentina.

## Transporte aéreo

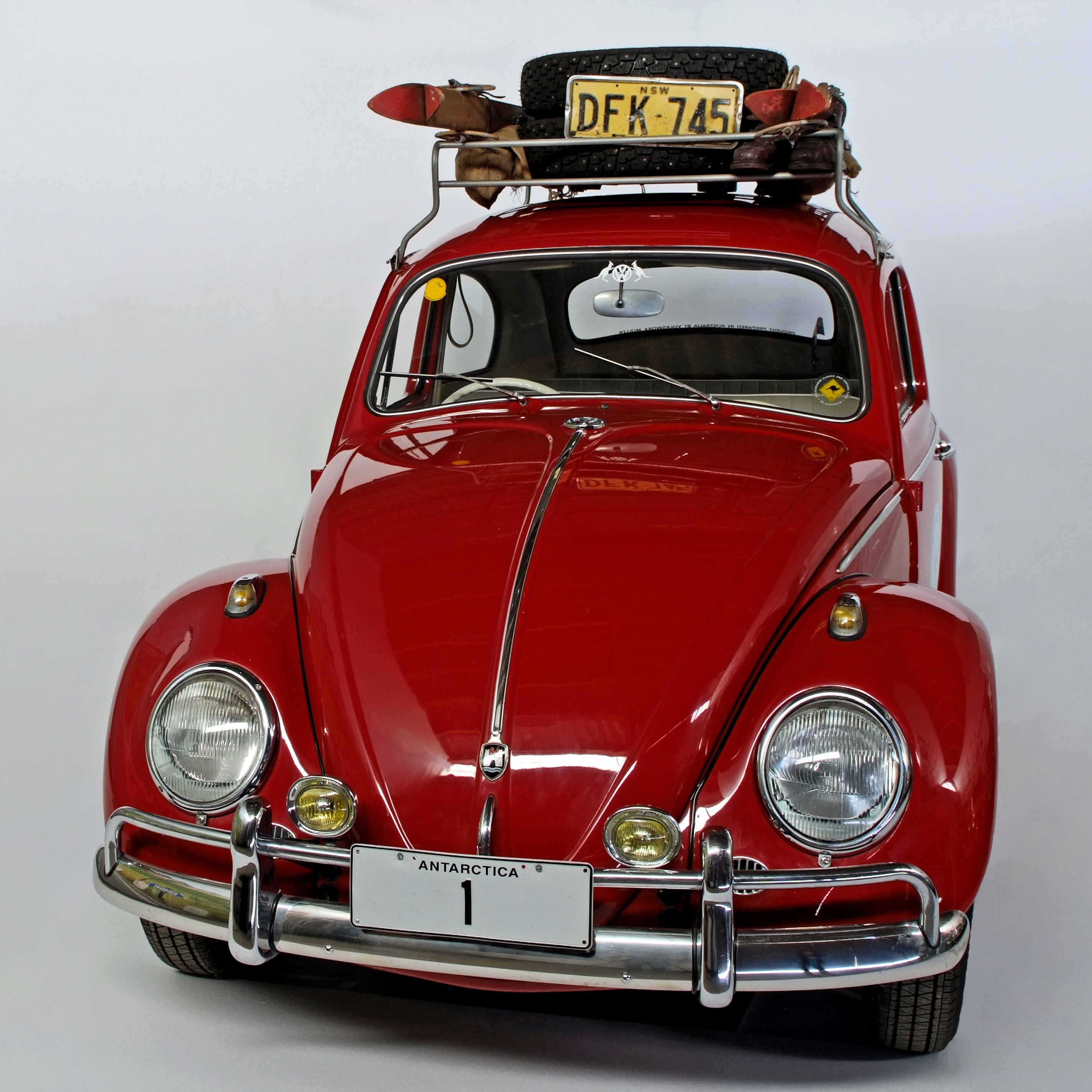
Réplica (2002) del Antártida I.

El transporte en la Antártida se realiza por aire, con aviones y helicópteros. Las pistas de aterrizaje y las plataformas para helicópteros deben mantenerse libres de nieve para garantizar la seguridad en el despegue y el aterrizaje.
La Antártida tiene 20 aeropuertos, pero no hay aeropuertos de acceso público o instalaciones de aterrizaje desarrollados. Treinta estaciones, operadas por 16 gobiernos nacionales parte del Tratado Antártico, tienen instalaciones de aterrizaje para helicópteros y/o aeronaves de ala fija; empresas comerciales operan dos instalaciones aéreas adicionales.
Las plataformas para helicópteros están disponibles en 27 estaciones; las pistas en 15 ubicaciones son de grava, hielo marino, hielo azul o nieve compactada adecuadas para el aterrizaje de aeronaves de ala fija con ruedas; de estos, uno es mayor que 3 km de longitud, seis están entre 2 km y 3 km de longitud, 3 están entre 1 km y 2 km de longitud, tres son menos de 1 km de longitud, y dos son de longitud desconocida; pistas de esquí con superficie nevada, limitadas al uso de aeronaves de ala fija equipadas con esquís, están disponibles en otros 15 lugares; de estos, cuatro son mayores que 3 km de longitud, tres tienen entre 2 km y 3 km de longitud, dos están entre 1 km y 2 km de longitud, dos son menos de 1 km de longitud, y los datos no están disponibles para los cuatro restantes.
Los aeropuertos antárticos están sujetos a severas restricciones y limitaciones derivadas de las extremas condiciones estacionales y geográficas; no cumplen las normas de la OACI, y se requiere la aprobación previa de la respectiva organización operativa gubernamental o no gubernamental para aterrizar (est. 1999). Los vuelos al continente en la permanente oscuridad del invierno sólo se realizan normalmente en caso de emergencia, con barriles de combustible ardiendo para perfilar una pista. El 11 de septiembre de 2008, un C-17 Globemaster III de la Fuerza Aérea de Estados Unidos completó con éxito el primer aterrizaje en la Antártida utilizando gafas de visión nocturna en el Campo Pegasus.
En abril de 2001, se necesitó una evacuación de emergencia del Dr. Ronald Shemenski de la estación Amundsen-Scott Polo Sur cuando contrajo pancreatitis . Tres C-130 Hércules fueron llamados de regreso antes de su tramo final debido al clima. Luego, los organizadores llamaron a Kenn Borek Air con sede en Calgary, Alberta. Se enviaron dos De Havilland Twin Otters fuera de Calgary y uno de ellos fue una copia de seguridad. Twin Otters están diseñados específicamente para el norte de Canadá y el lema de Kenn Borek Air es "Anywhere, Anytime, World-Wide" (en español: En cualquier lugar, en cualquier momento, en todo el mundo). La misión fue un éxito pero no exenta de dificultades e inconvenientes.El personal de tierra tuvo que crear una pista de 2 km con equipos de oruga no diseñados para operar en las bajas temperaturas de esa época del año, los controles del avión tuvieron que ser "jerry-rigged" cuando los flaps se congelaron en posición después del aterrizaje, y los instrumentos no eran fiables debido al frío. Cuando vieron una "tenue línea rosa en el horizonte" supieron que iban en la dirección correcta. Este fue el primer rescate del Polo Sur durante el invierno. Canadá honró a la tripulación de Otter por su valentía.
En 2021, un avión Airbus A340 operado por la aerolínea chárter portuguesa Hi Fly aterrizó en la Antártida por primera vez.